# Баја Мали Книнџа
Мирко Пајчин (Губин, 13. октобар 1966), познат као Баја Мали Книнџа, српски је певач. Популарност је стекао током ратова у бившој Југославији певајући песме ратне и родољубиве тематике. У својим ранијим песмама неретко велича особе из ратова 1990-их, као и појединце из Другог светског рата попут Момчила Ђујића.

## Биографија
Рођен је у селу Губину, где је завршио основну школу. Средњу школу за саобраћајног техничара је завршио у Београду. У Србију је дошао 1981. године, и прво је живео на Бежанији, касније у Сурчину, а тренутно живи у Земуну.
Песме су му углавном окренуте величању српства и српске историје, као и љубави и алкохолу. Своју популарност је стекао за време деведесетих година прошлога века. Популаризовао је Радована Караџића, а за Војислава Шешеља и за његову странку је снимио албум „Српским радикалима”, а често је певао и по њиховим митинзима. Један од његових првих хитова била је песма Врати се Војводо. У тој песми позива војводу Момчила Ђујића да се врати у Крајину и заштити српски народ.
Поред певања, Баја пише и текстове. Писао је за многе познате певаче (Бора Дрљача, Јован Перишић, Нино, Рођа Раичевић...). Такође је писао за многе крајишке групе као што су Јандрино jато, Синови Мањаче, Жаре и Гоци... Неки од највећих хитова које је написао су песме Нема раја без роднога краја и Данијела.
Сваке године наступа на Кочићевом збору на Мањачи где се окупи више од 40.000 људи. У каријери је направио неколико већих концерата у Новом Саду, Бањој Луци и дијаспори. Тиражи његових албума су достизали милионски тираж. Имао је успешну како музичку тако и кафанску сарадњу са Бором Чорбом.
На свечаној академији поводом Дана Републике Српске 2024. године додељен му је Орден Његоша I реда.
Јануара 2024. објавио је љубавну песму Ја нисам желео крај.

## Приватни живот
Брат од стрица је Ксенији Пајчин и Лази Пајчину. Ожењен је, има три ћерке и три сина.

## Дискографија

### Студијски
- Не дам Крајине (1991)
- Стан’те паше и усташе (1992)
- Живеће овај народ (1993)
- Још се ништа не зна (1994)
- Рат и мир (1994)
- Коцкар без среће (1994)
- Победиће истина (1994)
- Играју се делије (1995)
- Идемо даље (1995)
- Збогом оружје (1995)
- Не дирајте њега (1997)
- Повратак у будућност (1998)
- Српским радикалима (1998)
- Бити ил’ не бити (1999)
- Живот је тамо (1999)
- Заљубљен и млад (2000)
- Ђе си легендо (2001)
- Збогом памети (2002)
- За ким звона звоне (2006)
- Глуви барут (2008)
- Идемо малена (2011)
- Леси се враћа кући (2012)
- Говор душе (2014)

### Други албуми
- Сеобе (1995)
- Баја Мали Книнџа и Оги Вуковљак (1997)
- Слаја бенд и Баја Мали Книнџа: Нова мега гара (2000)

### Са групом Браћа са Динаре
- Гоки и Баја бенд (1994)
- Била једном једна земља (1995)
- Плачи вољена земљо (1996)
- Ја се свога, не одричем до гроба (1997)
- Идемо до краја (1998)

### Уживо
- Све за српство, српство ни за шта (1993)
- Минхен — уживо (2000)
- Уживо — Баја Мали Книнџа (2003)
- Луда журка — уживо (2003)
- Још сад па ко зна кад (2004)
- Баја Мали Книнџа и Јован Перишић (2004)
- Још по који пут (2006)
- Гара из Њемачке (2006)
- Има Срба, има још (2009)
- Где је моја Натали (2009)
- Краљ мења краља, цар мијења цара (2009)
- Волим своју земљу (2020)